# Balatonfűzfő
Balatonfűzfő är en stad och kommun i distriktet Balatonalmádi i provinsen Veszprém i Ungern. Den ligger i det nordöstra hörnet av Balatonsjön, cirka 90 kilometer sydväst om centrala Budapest. Kommunen har 4 537 invånare (2024), på en yta av 9,25 km². Staden är indelad i tre stadsdelar som är mer eller mindre sammanväxta: Balatonfűzfő, Gyártelep samt Tobruk.